# Karl Borromäus Kramer
Karl Borromäus Kramer (* 24. Oktober 1881 in Deggendorf; † 27. März 1945 in Landsberg am Lech) war ein deutscher römisch-katholischer Geistlicher und Märtyrer.

## Leben
Karl Kramer wuchs in Deggendorf und Kandlbach (Rinchnach) auf. Ab 1891 besuchte er das St.-Michaels-Gymnasium der Benediktinerabtei Metten. 1900 trat er in das Priesterseminar Regensburg ein und wurde am 4. Juli 1905 zum Priester geweiht. Die Stationen seines Wirkens waren: Gotteszell (1905), Neukirchen beim Heiligen Blut (1906), Prackenbach (1906), Elisabethszell (1909), Viechtach (1909), Hirschau (1912) und Vohenstrauß-Waldau (1913–1927), wo er zum Ehrenbürger ernannt wurde.
1927 wurde er Pfarrer von Schnaittenbach. Dort wandte er sich gegen die antireligiöse Kindererziehung durch die Nationalsozialisten und bekam Unterrichtsverbot. 1944 wurde er wegen Vergehens gegen das Heimtückegesetz zu fünf Monaten Gefängnis verurteilt. Ab dem 6. November 1944 saß er im Gefängnis Landsberg ein. Kurz vor Ende der Haft erkrankte er und starb nach acht Tagen Krankenhausaufenthalt am 27. März 1945 im Alter von 63 Jahren. Er wurde in Schnaittenbach beigesetzt.

## Gedenken
Die Römisch-katholische Kirche in Deutschland hat Karl Borromäus Kramer als Märtyrer aus der Zeit des Nationalsozialismus in das deutsche Martyrologium des 20. Jahrhunderts aufgenommen. Seit 1995 erinnert an der Außenwand der Stadtpfarrkirche St. Vitus von Schnaittenbach eine vom Bildhauer Günter Mauermann (* 1938) gestaltete Gedenktafel an ihn.